# Нетов, Иван
Иван Нетов (род. 22 октября 1968, Панагюриште, Пазарджикская область) — болгарский самбист и дзюдоист, серебряный призёр чемпионата мира по дзюдо среди военнослужащих, бронзовый призёр чемпионата Европы по дзюдо, чемпион и призёр чемпионатов Европы и мира по самбо, победитель Всемирных игр 1993 года в Гааге, участник летних Олимпийских игр 1992 и 1996 годов.

## Карьера
Увлёкся борьбой в 1978 году. Тренировался под руководством Ивана Шопова. По самбо выступал в лёгкой весовой категории (до 62 кг).
На Олимпиаде 1992 года в Барселоне Нетов в первой же схватке проиграл венгру Йожефу Чаку и выбыл из борьбы за медали, став 13-м по итогам соревнований. На следующей Олимпиаде в Атланте болгарин победил ирландца Киарана Уорда, узбека Тимура Мухамедханова, но уступил японцу Юкимаса Накамура. В утешительной схватке Нетов проиграл бразильцу Энрике Гимарайшу и занял 7-е место в итоговом протоколе.
Возглавляет спортклуб «Бойни спортове» в городе Панагюриште. Выпускник Национальной спортивной академии «Vasil Levski» (София). Судья международной категории. Был главным судьёй чемпионата мира по самбо 2017 года.